# Listă de pictori germani
Aceasta este o listă de pictori germani.

## A
- Karl Abt
- Tomma Abts
- Andreas Achenbach
- Oswald Achenbach
- Herbert Achternbusch
- Franz Ackermann
- Johann Adam Ackermann
- Max Ackermann
- Otto Ackermann
- Albrecht Adam
- Benno Adam
- Emil Adam
- Eugen Adam
- Franz Adam
- Heinrich Adam
- Luitpold Adam
- Jankel Adler
- Richard Adler
- Salomon Adler
- Karl Agricola
- August Ahlborn
- Alfred Ahner
- Erwin Aichele
- Wolfram Aichele
- Max Ainmiller
- Josef Albers
- Heinrich Jacob Aldenrath
- William Alexander
- Christian Wilhelm Allers
- Ernst Alt
- Jakob Alt
- Theodor Alt
- Kai Althoff
- Karl Altmann
- Katrin Alvarez
- Hans am Ende
- Christoph Amberger
- Heinrich Amersdorffer
- Tobias Andreae
- Peter Angermann
- Hermann Anschütz
- Horst Antes
- Johann Anton de Peters
- Johann Samuel Arnhold
- Ferdinand von Arnim
- Heinrich Gotthold Arnold
- Ulrike Arnold
- Georg Arnold-Graboné
- Carl Arp
- Hans Arp
- Otto Arpke
- Isidor Ascheim
- Dieter Aschenborn
- Hans Aschenborn
- Uli Aschenborn
- Fritz Ascher
- Louis Asher
- Frank Auerbach
- Friedrich August von Kaulbach
- Friedrich August Elsasser
- Friedrich August Bouterwek
- Friedrich August von Klinkowström

## B
- Johannes Theodor Baargeld
- Karl Daniel Friedrich Bach
- Elvira Bach
- Emanuel Bachrach-Barée
- Johann Daniel Bager
- Johann Karl Bähr
- Theodor Baierl
- Jan Balet
- Karl Ballenberger
- Hans Baluschek
- Fritz Bamberger
- Ernst von Bandel
- Caroline Bardua
- Eduard Bargheer
- Hans von Bartels
- Emil Bartoschek
- Ludwig Barth
- Georg Baselitz
- Emil Bauch
- Herbert Bauer
- Michael Bauer
- Rudolf Bauer
- Gustav Bauernfeind
- Paul Baum
- Armin Baumgarten
- Thomas Baumgartner
- Willi Baumeister
- Karin Baumeister-Rehm
- Tilo Baumgartel
- August von Bayer
- Thommie Bayer
- Alf Bayrle
- Fritz Beblo
- Ulrich Becher
- August Becker
- Ferdinand Becker
- Jakob Becker
- Ludwig Hugo Becker
- Philipp Jakob Becker
- Max Beckmann
- Heinrich Beck
- Walter Becker
- Karl Becker
- Peter Becker
- Hermann Becker
- Benedikt Beckenkamp
- Ludwig Beckmann
- Heinz Beck
- Josef Konstantin Beer
- Adalbert Begas
- Carl Joseph Begas
- Oskar Begas
- Akbar Behkalam
- Günter Beier
- Johannes Beilharz
- Gisela Beker
- Hans Bellmer
- Eduard Bendemann
- Max Bentele
- William Berczy
- Charlotte Berend-Corinth
- Josefa Berens-Totenohl
- Rudolf Bergander
- Georg Bergmann
- Julius Bergmann
- Claus Bergen
- Otto Berg
- Max Bergmann
- Josef Bergenthal
- Michael Berger
- Johann Martin Bernatz
- Walter Bernstein
- Meister Bertram
- Sebastian Bieniek
- Adolf Bierbrauer
- Karl Eduard Biermann
- Peter Binoit
- Norbert Bisky
- Carl Blechen
- Georg Bleibtreu
- Fritz Bleyl
- Josef Block
- Hugo von Blomberg
- Oscar Bluemner
- Peter Blum
- Leopold Bode
- Arnold Bode
- Gottlieb Bodmer
- Pedro Boese
- Christian Friedrich Boetius
- Corbinian Böhm
- Hans Bohrdt
- Melchior Boisserée
- Paul Bojack
- Hanns Bolz
- Friedrich von Bömches
- Hinrik Bornemann
- Dieter Borst
- Friedrich Boser
- Harald Julius von Bosse
- Otto Richard Bossert
- Eberhard Bosslet
- Anton Braith
- Martin Brandenburg
- Marianne Brandt
- Heinrich Brandes
- Alexander Braun
- Louis Braun
- Kaspar Braun
- VG Braun-Dusemond
- Rudolf Bredow
- Ferdinand Max Bredt
- K.P. Brehmer
- Carl Breitbach
- Heinrich Breling
- Albert Heinrich Brendel
- Louise Catherine Breslau
- Heinrich Brocksieper
- Christian Brod
- August Bromeis
- Franz Bronstert
- Hans Brosamer
- Wilhelm Brücke
- Alexander Bruckmann
- Ferdinand Brütt
- Christoph Brüx
- Carl Buchheister
- Ludwig Buchhorn
- Erich Buchholz
- Lothar-Günther Buchheim
- Heinz Budweg
- Robert Budzinski
- Karl Albert Buehr
- Franz Bunke
- Ludwig Burger
- Jonas Burgert
- Anton Burger
- Heinrich Bürkel
- Fritz Burkhardt
- Heinrich Burkhardt
- Peter Burnitz
- Friedrich Bury
- Wilhelm Busch
- Michael Buthe
- Bernhard Buttersack
- Erich Büttner
- André Butzer

## C
- Dalton Caffe
- Daniel Caffé
- Heinrich Campendonk
- Wilhelm Camphausen
- Massimo Campigli
- Peter Candid
- Carl Gustav Carus
- Ludwig Choris
- Philipp Christfeld
- Johann Christian von Mannlich
- Gunter Christmann
- Kiddy Citny
- Gustav Adolf Closs
- Ferdinand Collmann
- Edward Harrison Compton
- Edward Theodore Compton
- Carl Conjola
- Carl Emanuel Conrad
- Lovis Corinth
- Peter von Cornelius
- Erich Correns
- Molly Cramer
- Augustin Cranach

## D
- Eduard Daege
- Heinrich Anton Dähling
- Karl Dannemann
- Maximilian Dasio
- Gabriela Dauerer
- Max Dauthendey
- Heinrich Maria Davringhausen
- John Decker
- Wilm Dedeke
- Ernst Deger
- Balthasar Denner
- Ludwig des Coudres
- Adolf des Coudres
- Christa Dichgans
- Christophe Didillon
- Karl Diebitsch
- Karl Wilhelm Diefenbach
- Jakob Fürchtegott Dielmann
- Albert Christoph Dies
- Wendel Dietterlin
- Anton Dietrich
- Feodor Dietz
- Ludwig Dill
- Johann Georg von Dillis
- Fritz Dinger
- Georg Friedrich Dinglinger
- Otto Dix
- Carl Emil Doepler
- Emil Doepler
- Max Doerner
- Jiri Georg Dokoupil
- Pranas Domšaitis
- Franz Burchard Dörbeck
- Johann Jakob Dorner the Elder
- Heinz Drache
- Anton Josef Dräger
- Heinrich Dreber
- Johann Friedrich Dryander
- Eugen Dücker
- Balthasar Anton Dunker
- Hermann Dyck
- Udo Dziersk

## E
- Robert Eberle
- Konrad Eberhard
- Syrius Eberle
- Adam Eberle
- Johann Christian Eberlein
- John Giles Eccardt
- Michael Echter
- Friedrich Eckenfelder
- Heinrich Ambros Eckert
- Otto Eckmann
- John Eckstein
- Martin Eder
- Carl Eggers
- Franz Xaver Eggert
- Julie von Egloffstein
- Paul Ehrenberg
- Friedrich Eibner
- Franz Eichhorst
- Andreas Eigner
- Franz Eisenhut
- Knut Ekwall
- Marie Ellenrieder
- Adam Elsheimer
- Ludwig Elsholtz
- Wilhelm Emelé
- Edgar Ende
- Sylvester Engbrox
- Horus Engels
- Robert Engels
- Carl Engel von der Rabenau
- Josef Benedikt Engl
- Josef Otto Entres
- Otto Erdmann
- Fritz Erler
- Johann Franz Ermels
- Richard Ermisch
- Max Ernst
- Stefan Ettlinger
- Ernst Ewald
- Reinhold Ewald
- Julius Exter
- Adolf Eybel

## F
- Christian Wilhelm von Faber du Faur
- Johann Joachim Faber
- Carl Ferdinand Fabritius
- Ludwig Fahrenkrog
- Jeremias Falck
- Joseph Fassbender
- Berthold Faust
- Joseph Fay
- Christian Gottlob Fechhelm
- Eduard Clemens Fechner
- Hans Feibusch
- Paul Feiler
- Friedrich Kurt Fiedler
- Max Feldbauer
- Conrad Felixmüller
- Ferdinand Fellner
- Melchior Feselen
- Rainer Fetting
- Anselm Feuerbach
- Martin von Feuerstein
- Willy Fick
- Johann Dominicus Fiorillo
- Oskar Fischer
- Klaus Fisch
- Heinz Fischer
- John Fischer
- Joseph Anton Fischer
- Theodor Fischer
- Walter Fischer
- Oskar Fischinger
- Arthur Fitger
- Ferdinand Wolfgang Flachenecker
- Albert Flamm
- Georg Flegel
- Adolf Fleischmann
- François Fleischbein
- Lutz Fleischer
- Max Fleischer
- Gerlach Flicke
- Fedor Flinzer
- Josef Fluggen
- Gisbert Flüggen
- Daniel Fohr
- Karl Philipp Fohr
- Philipp Foltz
- Günther Förg
- Ernst Joachim Förster
- Arnold Forstmann
- Kurt Frank
- Meister Francke
- Julius Frank
- Michael Sigismund Frank
- Eduard Frederich
- Hermann Freese
- Otto Freundlich
- Maria Elektrine von Freyberg
- Achim Freyer
- Heinrich Jakob Fried
- Johnny Friedlaender
- Fred Friedrich
- Caroline Friederike Friedrich
- Caspar David Friedrich
- Bernhard Fries
- Ernst Fries
- Karl Friedrich Fries
- Woldemar Friedrich
- Richard Friese
- Fritz Friedrichs
- Philipp Friedrich von Hetsch
- Johann Christoph Frisch
- Karl Ludwig Frommel
- Günter Fruhtrunk
- Werner Fuchs
- Ulrich Füetrer
- Heinrich Füger
- Hinrik Funhof
- Edmund Fürst
- Klaus Fußmann
- Conrad Fyoll

## G
- Eduard Gaertner
- Bernd Erich Gall
- Franz Gareis
- Friedrich Gärtner
- Heinrich Gärtner
- Heinrich Gätke
- Jakob Gauermann
- Ernst Gebauer
- Eduard von Gebhardt
- Josef Anton Gegenbauer
- Johannes Gehrts
- Rupprecht Geiger
- Otto Geigenberger
- Nikolaus Geiger
- Willi Geiger
- Kirsten Geisler
- Carl Geist
- Bonaventura Genelli
- Hanns Georgi
- Ludger Gerdes
- Eduard Gerhardt
- Till Gerhard
- Robert Gernhardt
- Hermann Geyer
- Ludwig Geyer
- Wilhelm Geyer
- Hans Freiherr von Geyer zu Lauf
- Torben Giehler
- Henning von Gierke
- Werner Gilles
- Julius E.F. Gipkens
- Erich Glas
- Horst Gläsker
- Ludwig von Gleichen-Rußwurm
- Otto Gleichmann
- Hermann Glöckner
- Gotthold Gloger
- Ludwig Godenschweg
- Paul Salvator Goldengreen
- Hermann Goldschmidt
- Dieter Goltzsche
- Paul Gosch
- Jakob Götzenberger
- Hermann Götz
- Karl Otto Götz
- Leo Götz
- Carl Götzloff
- Henry Gowa
- Gustav Graef
- Peter Graf
- Albert Gräfle
- August Grahl
- Walter Gramatté
- Fritz Grasshoff
- Gotthard Graubner
- Otto Greiner
- Otto Griebel
- Christian Griepenkerl
- HAP Grieshaber
- Arthur Grimm
- Ludwig Emil Grimm
- Paul Grimm
- Friedrich Carl Gröger
- Carl Grossberg
- George Grosz
- Theodor Grosse
- Michael Gruber
- Hans Grundig
- Emil Otto Grundmann
- Jakob Grünenwald
- Eduard von Grützner
- Richard Guhr
- Louis Gurlitt
- Karl Gussow
- Aldona Gustas

## H
- Carl Haag
- August Haake
- Hugo von Habermann
- Wenzel Hablik
- Karl Hagedorn
- Karl Hagemeister
- Theodor Hagen
- Magda Hagstotz
- Wilhelm Haller
- Eugen Hamm
- Christian Gottlob Hammer
- Alois Hanslian
- Sophus Hansen
- Johann Gottlieb Hantzsch
- Heinrich Harder
- Harro Harring
- Hans Hartung
- Robert Hartmann
- Walter Hartwig
- Franz Hartmann
- Petre Hârtopeanu
- Wilhelm Hasemann
- Carl Hasenpflug
- Max Haushofer
- Florian Havemann
- Eberhard Havekost
- John Heartfield
- Kati Heck
- Hein Heckroth
- Michael Heckert
- Erich Heckel
- Gert Heinrich Wollheim
- Johann Heinrich Ramberg
- Wilhelm Heine
- Johann Heinrich Schönfeld
- Georg Heinrich Crola
- Johann Heinrich Roos
- Johann Heinrich Tischbein
- Georg Heinrich Busse
- Johannes Heisig
- Werner Heldt
- Wilhelm Hempfing
- Hermann Hendrich
- Wilhelm Hensel
- Thomas Herbst
- Friedrich Herlin
- Franz Georg Hermann
- Johann Hermann Carmiencke
- Frank Herzog
- Karl Hess
- Eva Hesse
- Rudolf Hesse
- Hans Heyer
- Philipp Hieronymus Brinckmann
- Ernst Hildebrand
- Eduard Hildebrandt
- Theodor Hildebrandt
- Carl Hinrichs
- Ludwig Hirschfeld Mack
- Rudolf Hirth du Frênes
- Dora Hitz
- Paul Hoecker
- Hannah Höch
- Angelika Hoerle
- Bernhard Hoetger
- Heinrich Hoffmann
- Wolf Hoffmann
- Margret Hofheinz-Döring
- Hans Hofmann
- Paul Hofmann
- Otto Hofmann
- Hans-Jörg Holubitschka
- Johann Evangelist Holzer
- Helene Holzman
- Barbara Honigmann
- Daniel Hopfer
- Theodor Horschelt
- Theodor Hosemann
- Woldemar Hottenroth
- Karl Hubbuch
- Konrad Huber
- Georg Huber
- Ulrich Hübner
- Julius Hübner
- Carl Hummel
- Otto Hupp
- Karl Hurm
- Auguste Hüssener
- Maria Innocentia Hummel

## I
- Berthold Imhoff
- Jörg Immendorff
- Carl G. von Iwonski

## J
- Johann Jacob Tischbein
- Paul Emil Jacobs
- Ferdinand Jagemann
- Michael Jäger
- Gustav Jäger
- Karl Jäger
- Helmut Jahn
- Heinrich Jakob Fried
- Christian Jank
- Peter Janssen
- Georg Jauss
- Halina Jaworski
- Alfred Jensen
- Franz Joachim Beich
- Rudolf Jordan
- Ernst Jordan
- Tina Juretzek

## K
- Leo Kahn
- Johannes Kahrs
- Friedrich Kaiser
- Aris Kalaizis
- Arthur Kampf
- Thomas Kapielski
- Albert Kappis
- Joseph Karl Stieler
- Suzan Emine Kaube
- Hans Kaufmann
- Hugo Kauffmann
- Arthur Kaufmann
- Friedrich Kaulbach
- Ferdinand Keller
- Moritz Kellerhoven
- Thomas Kemper
- Werner Kempf
- George Kenner
- Klark Kent
- Chaim Kiewe
- Wilhelm Kimmich
- Martin Kippenberger
- Frank Kirchbach
- Günther C. Kirchberger
- Konrad Klapheck
- Mati Klarwein
- Anna Klein
- Johann Adam Klein
- Richard Klein
- Paul Kleinschmidt
- Heinrich Kley
- Max Klinger
- Hans Kloss
- Robert Klümpen
- Georg Klusemann
- Karl Knabl
- Hermann Knackfuß
- Michael Knauth
- Heinrich Knirr
- Imi Knoebel
- Martin Kober
- Rudolf Koch
- Hans Koch
- Robert Koehler
- Matthias Koeppel
- Alois Kolb
- Heinrich Christoph Kolbe
- Helmut Kolle
- Otto Konrad
- Emma Körner
- Frank Kortan
- Rudolf Kortokraks
- Theodor Kotsch
- Lambert Krahe
- Friedrich Kraus
- William Krause
- Rudolf Kraus
- Wilhelm Krause
- Robert Kretschmer
- Conrad Faber von Kreuznach
- Andrei Krioukov
- Vlado Kristl
- Karl Kröner
- Sebastian Krüger
- Franz Krüger
- Friedrich Krüger
- Christiane Kubrick
- Gotthardt Kuehl
- Hans Kuhn
- Konrad Kujau
- Friedrich Kunath

## L
- Curt Lahs
- Mark Lammert
- Christian Landenberger
- Friedrich Lange
- Joseph Lange
- Julius Lange
- Max Lange
- Michael Lange
- Michael Langer
- Hermann Lang
- Richard Lauchert
- Rainer Maria Latzke
- Paul Lautensack
- Franz Lefler
- Rudolf Lehmann
- Fridolin Leiber
- Ulrich Leman
- August Lemmer
- Ernst Leonhardt
- Reinhold Lepsius
- Sabine Lepsius
- Carl Friedrich Lessing
- Wolfgang Lettl
- Emanuel Leutze
- Max Liebermann
- Adolf Heinrich Lier
- Hans Lietzmann
- Hermann Linde
- Heinrich Eduard Linde-Walther
- Richard Lindner
- Paul Linke
- Karl Friedrich Lippmann
- Stephan Lochner
- August Löffler
- Max Lohde
- Otto Lohmüller
- Elfriede Lohse-Wächtler
- Bernard Lokai
- David Lorenz
- Karl Lorenz
- Károly Lotz
- Friedrich Ludwig
- Carl Ludwig Jessen
- Max Ludwig
- Christoph Ludwig Agricola
- Andreas Ludwig
- Ernst Ludwig Kirchner
- Markus Lüpertz
- Erika Lust

## M
- Hans Maaß
- Thilo Maatsch
- Fritz Mackensen
- August Macke
- Heinz Mack
- Josef Madlener
- Alfred Mahlau
- Werner Maier
- Carl Malchin
- Christian Mali
- Lothar Malskat
- Henriette Manigk
- Ludwig Manzel
- Franz Marc
- Heinrich Maria von Hess
- Jacob Marrel
- Johann Martin von Rohden
- Joachim Martin Falbe
- Johannes Martini
- Karl Marx
- Michael Mathias Prechtl
- Johann Matthias Kager
- Fritz Maurischat
- Karl May
- Louis Mayer
- Carl Mayer
- Jonathan Meese
- Lothar Meggendorfer
- Ludwig Meidner
- Else Meidner
- Georg Meistermann
- Johann Melchior Roos
- Hans Memling
- Peter Menne
- Carlo Mense
- Joseph Anton Merz
- Hans Metzger
- Claus Meyer
- Friedrich Eduard Meyerheim
- Paul Friedrich Meyerheim
- Paul Michaelis
- Johann Michael Feuchtmayer
- Johann Michael Voltz
- Johann Michael Bretschneider
- Abraham Mignon
- Carl Julius Milde
- Paula Modersohn-Becker
- Manfred Mohr
- Christian Morgenstern
- Sabine Moritz
- Friedrich Mosbrugger
- Georg Muche
- Heinrich Mücke
- Armin Mueller-Stahl
- Otto Mueller
- Fritz Mühlenweg
- Georg Mühlberg
- Victor Müller
- Andreas Müller
- Otto Müller
- Gustav Müller
- Fritz Müller
- Ludwig Müller
- Paul Müller-Kaempff
- Herbert Müller
- August Müller
- Moritz Müller
- Heiko Müller
- Heinz Müller
- Maler Müller
- Moritz Müller
- Moritz Müller
- Gabriele Münter
- Gustav Mützel

## N
- Paul Nagel
- Charles Christian Nahl
- Eugen Napoleon Neureuther
- August Natterer
- Julius Naue
- Horst Naumann
- Otto Nebel
- Carl Nebel
- Rolf Nesch
- Caspar Netscher
- Paul Neu
- Gert Neuhaus
- Uwe Neuhaus
- Wolfgang Neumann
- Gerhard Neumann
- Jo Niemeyer
- Emil Nolde
- Franz Nölken
- Bernt Notke
- Felix Nussbaum

## O
- Franz Ignaz Oefele
- Max Oehler
- Ernst Erwin Oehme
- August Friedrich Oelenhainz
- Hans Olde
- Friedrich von Olivier
- Philipp Otto Runge
- Hermann Ottomar Herzog
- Michael Otto
- Friedrich Overbeck

## P
- Amalia Pachelbel
- Blinky Palermo
- Otto Pankok
- Jürgen Partenheimer
- Richard Paul
- Eduard Pechuel-Loesche
- Werner Peiner
- Carl Gottlieb Peschel
- Rudolf Peschel
- Johann Peter Krafft
- Philipp Peter Roos
- Hans Peters
- Wilhelm Petersen
- Wilhelm Peters
- Heinrich Petersen-Angeln
- Wolfgang Petrick
- Johann Baptist Pflug
- Martin Erich Philipp
- Jakob Philipp Hackert
- Georg Philipp Rugendas
- Georg Philipp Wörlen
- Gustav Philipp Zwinger
- Otto Piene
- Ludwig Pietsch
- Bruno Piglhein
- Hartmut Piniek
- Theodor Pixis
- Hermann Pleuer
- Bernhard Plockhorst
- Alois Plum
- Tobias Pock
- Leon Pohle
- Sigmar Polke
- Johann Daniel Preissler
- Hermann Prell
- Heimrad Prem
- Johann Georg Primavesi
- Hans Purrmann
- Leo Putz

## Q
- Franz Quaglio
- Simon Quaglio
- Otto Quante
- Silvia Quandt
- Curt Querner
- Tobias Querfurt
- August Querfurt

## R
- A. R. Penck
- Johann Anton Ramboux
- Lilo Ramdohr
- Lilo Rasch-Naegele
- Karl Raupp
- Christopher Rave
- Anita Rée
- Dan Reeder
- Willy Reetz
- Theodor Rehbenitz
- Elke Rehder
- Hans Reichel
- Tom Reichelt
- Carl Theodor Reiffenstein
- Johann Friedrich Reiffenstein
- Heinrich Reinhold
- Robert Reinick
- Otto Reinhold Jacobi
- Carl Reinhardt
- Fritz Reiss
- Moritz Retzsch
- Gerhardt Wilhelm von Reutern
- Gustav Richter
- Paul Richter
- Hans Richter
- Ludwig Richter
- Frank Richter
- Erik Richter
- Johann Elias Ridinger
- August Riedel
- Franz Riepenhausen
- Johann Christoph Rincklake
- Thomas Ring
- Joachim Ringelnatz
- Wilhelm Ripe
- Otto Ritschl
- Paul Ritter
- Günter Rittner
- Lorenz Ritter
- Theodor Rocholl
- Carl Röchling
- Hermen Rode
- Bernhard Rode
- Stefan Roloff
- Theodor Roos
- Ludwig Rosenfelder
- Mike Rose
- Arthur Rose
- Anna Rosina de Gasc
- Kurt Roth
- Eugen Roth
- Ferdinand Rothbart
- Johannes Rottenhammer
- Christian Ruben
- Dieter Rübsaamen

## S
- Jochen Sachse
- Rolf Sackenheim
- Hubert Salentin
- Johann Salomon Wahl
- Charlotte Salomon
- Wilhelm Sauter
- Edwin Scharff
- Hermann Schaper
- Thomas Scheibitz
- Paul Scheffer
- Wolfram Adalbert Scheffler
- Wilhelm Schirmer
- Adolf Schinnerer
- Osmar Schindler
- Robert Schiff
- Eduard Schleich the Elder
- Oskar Schlemmer
- Eberhard Schlotter
- Hans-Jürgen Schlieker
- Karl Schlösser
- Torsten Schlüter
- Max Schmidt
- Joost Schmidt
- Alfred Schmidt
- Julia Schmidt
- Wolfgang Schmidt
- Jürgen Schmitt
- Hermann Schmitz
- Gerda Schmidt-Panknin
- Marc Schmitz
- Georg Friedrich Schmidt
- Leonhard Schmidt
- Karl Schmidt-Rottluff
- Sascha Schneider
- Robert Schneider
- Paul Schneider
- Joseph Anton Schneiderfranken
- Julius Schnorr von Carolsfeld
- Friedrich Schneider
- Georg Scholz
- Otto Scholderer
- Karl Schorn
- Ludwig Schongauer
- Richard Schoenfeld
- Heinrich Schönfeld
- Julius Schoppe
- Georg Schrimpf
- Lothar Schreyer
- Adolf Schreyer
- Ernst Schroeder
- Hans Schröder
- Werner Schramm
- Liselotte Schramm-Heckmann
- Emil Schumacher
- Peter Schubert
- Bernard Schultze
- Daniel Schultz
- Fritz Schwegler
- Heinrich Schwarz
- Carlos Schwabe
- Otto Schwerdgeburth
- Kurt Schwitters
- Reinhard Sebastian Zimmermann
- Johann Sebastian Bach
- Adolf Seel
- Else Sehrig-Vehling
- Louise Seidler
- Joseph Anton Settegast
- Oskar Seyffert
- Richard Simon
- Franz Skarbina
- Dirk Skreber
- Maria Slavona
- Max Slevogt
- Karl Ferdinand Sohn
- Daniel Soreau
- Isaak Soreau
- Michael Sowa
- August Specht
- Friedrich Specht
- Erwin Speckter
- Hans Speidel
- Johann Sperl
- Walter Spies
- Eugene Spiro
- Carl Spitzweg
- Hans Springinklee
- Anton Stankowski
- Carl Steffeck
- Hermann Stehr
- Jakob Steinhardt
- David D. Stern
- Max Stern
- Robert Sterl
- Franz Seraph Stirnbrand
- Dora Stock
- Curt Stoermer
- Fritz Stoltenberg
- Sebastian Stoskopff
- Willy Stöwer
- Paul Strecker
- Bernhard Strigel
- Hermann Struck
- Fritz Stuckenberg
- Absolon Stumme
- Emil Stumpp
- Helmut Sturm
- Karl Stürmer
- Rudolph Suhrlandt
- Florian Süssmayr
- Stefan Szczesny

## T
- Ruben Talberg
- Ebba Tesdorpf
- Heinz Tetzner
- Carl Theodor von Piloty
- Anna Dorothea Therbusch
- Ludwig Thiersch
- Günther Thiersch
- Hans Thoma
- Paul Thumann
- Ernst Toepfer
- Christiaan Tonnis
- Martin Torp
- Gero Trauth
- Hann Trier
- Wilhelm Trübner

## U
- Otto Ubbelohde
- Günther Uecker
- Philipp Uffenbach
- Fred Uhlman
- Hans Ulrich Franck
- Lesser Ury
- Adolf Uzarski

## V
- Johann Valentin Tischbein
- Johan van den Mynnesten
- Funny van Dannen
- Philipp Veit
- Johannes Veit
- Frederick Vezin
- Henry Vianden
- Carl Christian Vogel von Vogelstein
- Heinrich Vogeler
- Karl Völker
- Adolph Friedrich Vollmer
- Friedrich Voltz
- Fritz von Uhde
- Joachim von Sandrart
- Hilla von Rebay
- Wilhelm von Kügelgen
- Leo von Klenze
- Karl von Kügelgen
- Hans von Aachen
- Hans von Marées
- Karl von Enhuber
- Philipp von Foltz
- Peter von Hess
- Ludwig von Herterich
- Wilhelm von Kobell
- Ludwig von Löfftz
- Ludwig von Hofmann
- Carl von Marr
- Clemens von Zimmermann
- Franz von Stuck
- August von Kreling
- Ludwig von Hagn
- Adolf von Heydeck
- Franz von Lenbach
- Theobald von Oer
- Wilhelm von Köln
- Thomas von Nathusius
- Hans von Bartels
- Gabriel von Hackl
- Hugo von Blomberg
- Gerhard von Kügelgen
- Henning von Gierke
- Patrick von Kalckreuth
- Benjamin von Block
- Karl von Appen
- Wilhelm von Diez
- Hermann von Kaulbach
- Bernhard von Neher
- Heinrich von Rustige
- Heinrich von Zügel
- Alexej von Jawlensky
- Friedrich Vordemberge-Gildewart
- Wolf Vostell

## W
- Manfred W. Jürgens
- Rolf Wagner
- Carl Wagner
- Hans Wagner
- Horst Walter
- Petrus Wandrey
- Corinne Wasmuht
- August Weber
- Theodor Weber
- Hubert Weber
- Paul Weber
- Felix Weber
- Vincent Weber
- Johannes Wechtlin
- Karl Weinmair
- Max Weinberg
- Friedrich Georg Weitsch
- Theodor Leopold Weller
- Gottlieb Welté
- Walter Werneburg
- Fritz Werner
- Eberhard Werner
- Wilhelm Wessel
- Brigitta Westphal
- Fritz Wiedemann
- Albert Wigand
- Christian Wilberg
- Ludwig Wilding
- Karl Wilhelm Wach
- Ernst Wilhelm Nay
- Friedrich Wilhelm Kuhnert
- Carl Wilhelm von Heideck
- Johann Wilhelm Cordes
- Christian Wilhelm Ernst Dietrich
- Paul Wilhelm
- Johann Wilhelm Baur
- Hermann Wilhelm
- Johann Wilhelm Beyer
- Hugo Wilhelm Arthur Nahl
- Johann Wilhelm Schirmer
- August von Wille
- Michael Willmann
- Albert Windisch
- Harald Winter
- Fritz Winter
- Hermann Wislicenus
- Adolf Wissel
- Johann Michael Wittmer
- Julie Wolfthorn
- Karl Wolf
- Balduin Wolff
- Joseph Wolf
- Michael Wolff
- Michael Wolgemut
- Walter Womacka
- Franz Wulfhagen
- Paul Wunderlich
- Noah Wunsch
- Franz Xaver Winterhalter

## Z
- Johann Zacharias Kneller
- Erich Zander
- Herbert Zangs
- Johann Eleazar Zeissig
- Bartholomäus Zeitblom
- Wolfgang Zelmer
- Januarius Zick
- Alexander Zick
- Adolf Ziegler
- Adolf Zimmermann
- Albert Zimmermann
- Max Zimmermann
- Emil Zimmermann
- HP Zimmer
- Richard Zimmermann
- Carl Zimmermann
- Robert Zimmermann
- Johann Baptist Zimmermann
- Thomas Zipp
- Anton Zwengauer
- Anton Georg Zwengauer
- Oskar Zwintscher